# Tethering

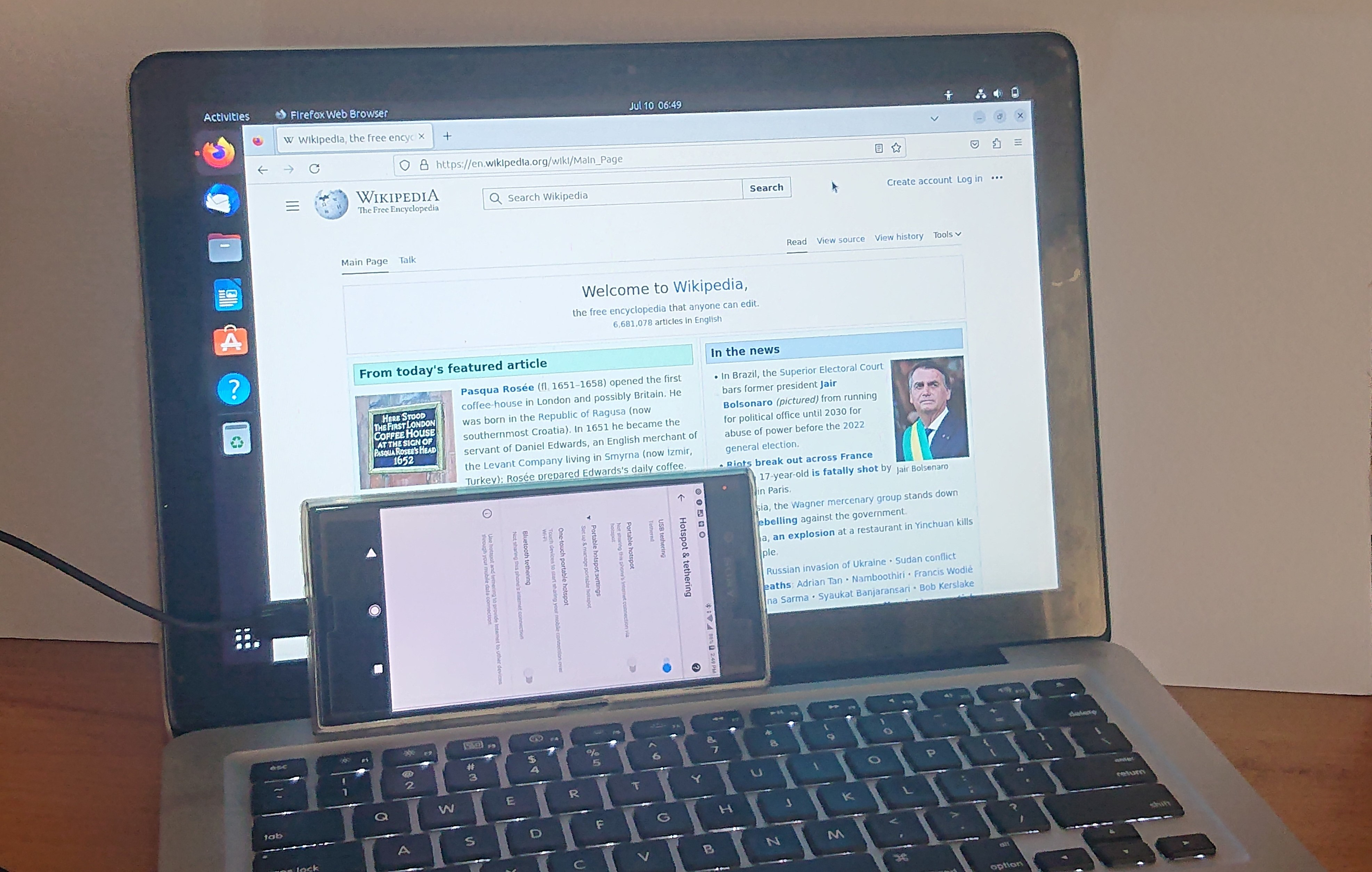
Exemple de tethering

S'anomena  ancoratge a xarxa  o  tethering  al procés mitjançant el qual un dispositiu mòbil amb connexió a Internet actua com a passarel·la per oferir accés sense fils a la xarxa a altres dispositius.

## Android
El sistema operatiu Android suporta aquesta característica des de la versió 2.2 Froyo Anteriorment es podia usar mitjançant l'ús de l'aplicació iptables de Linux. Així mateix, per als telèfons amb sistema Android anterior i sense necessitat d'utilitzar el Rooting, es poden descarregar aplicacions des d'Android Market, com o EasyTether, de manera que a través del cable USB, es pot tenir accés a Internet des dels vostres ordinadors.
A partir de la versió 2.3 Gingerbread aquest sistema operatiu permet també compartir la connexió a internet del dispositiu de manera nativa via USB i també per wifi, convertint un telèfon intel·ligent en un router sense fil de butxaca, donant servei d'1 a 5 equips de manera sense fils. Dins el menú de configuració, en connexions sense fils, ens mostra l'opció Mobile AP o Ancoratge de xarxa, on ens permet seleccionar quina manera volem fer servir, per al cas de la manera WiFi és necessari establir els paràmetres de la nostra xarxa sense fil, com el nom de la xarxa (SSD), tipus d'encriptació i contrasenya.

## En fotografia
El  tethering  també és un terme utilitzat en fotografia professional a l'hora de controlar mitjançant de l'ordinador la càmera de fotos. Aquesta sincronització d'ambdós dispositius resulta molt útil, ja que accelera i simplifica el flux de treball.